# Petrykaŭ
Petrykaŭ (in bielorusso Петрыкаў?; in russo Петриков?, Petrikov) è un comune della Bielorussia, situato nella regione di Homel'.